# Kwasowo
Kwasowo [kfaˈsɔvɔ] (trước đây là Quatzow của Đức) là một ngôi làng thuộc khu hành chính của Gmina Sławno, thuộc hạt Sławno, Zachodniopomorskie, ở phía tây bắc Ba Lan. Nó nằm khoảng 5 kilômét (3 mi) phía nam Sławno và 172 km (107 mi) về phía đông bắc của thủ đô khu vực Szczecin.
Trước năm 1945, khu vực này là một phần của Đức. Đối với lịch sử của khu vực, xem Lịch sử của Pomerania.
Làng có dân số 519.